# Haus Heye
Das Haus Heye befindet sich in Bremen, Stadtteil Schwachhausen, Ortsteil Schwachhausen, Lüder-von-Bentheim-Straße 23. Das Wohnhaus entstand 1907 nach Plänen von Rudolf Alexander Schröder und Diedrich Luley. Es steht seit 1979 unter Bremer Denkmalschutz.

## Geschichte
Das dreigeschossige, verklinkerte Haus mit gliedernden Sandsteinblenden und einem Satteldach wurde 1906/07 in der Epoche der Jahrhundertwende gebaut. Das Bremer Haus mit dem Souterrain und der typischen Raumaufteilung hat französische Fenstertüren mit Läden im Obergeschoss; diese Gestaltung war in Bremen eher seltener. Die Innenarchitektur und Ausstattung wurden auch vom Architekten entworfen. Bauherr waren August Heye und seine Frau Clara, eine Schwester des Schriftstellers und Architekten Rudolf Alexander Schröder. Deshalb fand das Haus in der zeitgenössischen Literatur überregional Beachtung.
In der Nachbarschaft stehen weitere denkmalgeschützte (Nr. 10, Haus Pastor D. Funcke und Nr. 51, Haus Krahn) und bemerkenswerte (u. a. Nr. 12, 14, 19, 21, 22, 25. 27, 34) Häuser.
Heute (2018) wird das Haus durch Wohnungen genutzt.